# San Pietro a Maida
Pour les articles homonymes, voir Maida (homonymie).
San Pietro a Maida est une commune italienne de la province de Catanzaro dans la région Calabre en Italie.

## Administration
| Période                                  | Période | Identité | Étiquette | Qualité |
| ---------------------------------------- | ------- | -------- | --------- | ------- |
|                                          |         |          |           |         |
| Les données manquantes sont à compléter. |         |          |           |         |

### Communes limitrophes
Curinga, Jacurso, Lamezia Terme, Maida

## Personnalités liées
- Ninetto Davoli, acteur né en 1948 à San Pietro a Maida.